# Tepilia joanna
Tepilia joanna är en fjärilsart som beskrevs av William Schaus 1906. Tepilia joanna ingår i släktet Tepilia och familjen silkesspinnare. Inga underarter finns listade i Catalogue of Life.